# Kaliua
Kaliua ist eine Stadt im ostafrikanischen Staat Tansania. Sie liegt in der Region Tabora und ist Hauptstadt des gleichnamigen Distriktes Kaliua.

## Geografie
Bei der Volkszählung 2012 betrug die Einwohnerzahl 17.073.

### Lage
Kaliua liegt auf dem tansanischen Zentralplateau, einer sanft hügeligen Ebene, etwa 1100 Meter über dem Meer. Die Stadt befindet sich zwischen der Regionshauptstadt Tabora, rund 120 Kilometer im Osten, und dem Tanganjikasee, beinahe 300 Kilometer im Westen.

### Klima
Das Klima in Kaliua ist tropisch, Aw nach der effektiven Klimaklassifikation. Die Durchschnittstemperatur liegt bei 23,6 Grad Celsius. Die Niederschläge von jährlich 977 Millimetern fallen großteils in den Monaten November bis April, vor allem die Zeit von Juni bis September ist sehr trocken.
|                        | Jan  | Feb  | Mär  | Apr  | Mai  | Jun  | Jul  | Aug  | Sep  | Okt  | Nov  | Dez  |   |      |
| Mittl. Temperatur (°C) | 22,4 | 23   | 22,8 | 22,4 | 23,2 | 23,2 | 23   | 24,4 | 26   | 26,3 | 23,9 | 22,2 | ⌀ | 23,6 |
| Mittl. Tagesmax. (°C)  | 27,7 | 28,6 | 28,1 | 27,4 | 28,9 | 29,5 | 29,7 | 31   | 32,5 | 32,7 | 29,6 | 27,3 | ⌀ | 29,4 |
| Mittl. Tagesmin. (°C)  | 18,2 | 18,4 | 18,4 | 18,2 | 18,2 | 17,4 | 16,9 | 18,3 | 19,6 | 20,3 | 19   | 18,2 | ⌀ | 18,4 |
|                        |      |      |      |      |      |      |      |      |      |      |      |      |   |      |
| Niederschlag (mm)      | 169  | 138  | 163  | 126  | 29   | 0    | 0    | 1    | 3    | 32   | 125  | 191  | Σ | 977  |

| 18,2 |

| 18,4 |

| 18,4 |

| 18,2 |

| 18,2 |

| 17,4 |

| 16,9 |

| 18,3 |

| 19,6 |

| 20,3 |

| 19 |

| 18,2 |

| 18,2 |

| 18,4 |

| 18,4 |

| 18,2 |

| 18,2 |

| 17,4 |

| 16,9 |

| 18,3 |

| 19,6 |

| 20,3 |

| 19 |

| 18,2 |

## Geschichte
Die Anzahl der Einwohner stieg von 11.303 im Jahr 2002 auf 17.073 bei der Volkszählung 2012.

## Infrastruktur

### Bildung
- Kaliua Institute of Community Development: Diese Privatschule bietet Lehrgänge zu Gemeindeentwicklung und Sozialarbeit.[6]

### Verkehr
- Eisenbahn: Die Stadt liegt an der Tanganjikabahn (Central Line) von Daressalam nach Kigoma. In Kaliua zweigt die Eisenbahnlinie über Ugalla nach Mpanda ab. Der Ausbau der Bahnlinie auf Normalspur wurde 2022 mit dem Bau des dritten Abschnitts von Makutupora nach Tabora begonnen.[7] Der vierte Abschnitt von Tabora nach Kaliua wurde ausgeschrieben.[8]
- Straße: Durch Kaliua verläuft die Nationalstraße von Tabora nach Kigoma am Tanganjikasee.[9] Über asphaltierte Straßen ist Kaliua mit anderen Regionen von Mwanza über Shinyanga, Arusha über Singida und Manyara und Kagera verbunden.[10]
- Flughafen: Nördlich der Stadt befindet sich ein kleiner Flughafen mit Naturpiste.[10]

## Persönlichkeiten
- Josaphat Jackson Bududu (* 1977), römisch-katholischer Geistlicher, Weihbischof in Tabora